# Накомякен
Накомякен — пресноводное озеро в Красноярском крае России.
Расположено в широкой котловине между западными отрогами плато Путорана, приблизительно в 100 километрах юго-восточнее Норильска. Высота над уровнем моря — 89 м. Площадь озера — 46 км², водосборная площадь — 1330 км². В северо-восточной части вытекает река Накта, которая впадает в озеро Собачье. В озеро впадает множество ручьёв и рек, крупнейшая из которых Тонель. Со всех сторон озеро окружено горами с высотами до 1033 м (горы Тангой). Территория озера включена в Путоранский заповедник. Добыча, вылов всех видов водных биоресурсов в озере Накомякен запрещается.

## Топографические карты
- Лист карты R-46-XXV,XXVI оз. Кета. Масштаб: 1 : 200 000. Указать дату выпуска/состояния местности.